# 吴秀诚
吴秀诚，现任中国互联网协会理事及广东省互联网协会理事，盈世信息科技(北京)有限公司副总裁。

## 参与APEC会议,推动多语种邮件技术
2013年9月19日，吴秀诚出席第48次APEC亚太经济合作组织电信工作组会议，并发表《Implementation of IDN Email》(国际化多语种电子邮件的实现)主题演讲。
2014年7月代表盈世Coremail领取2014中国互联网大会“互联网20周年最具价值产品”的奖项。
2014年10月30日，吴秀诚出席APEC多语种邮件技术部署会议，并发表 “多语种电子邮件商业化”演讲。吴秀诚表示，“希望有更多邮件厂商一起推广多语种邮件应用，加快其普及”。